# Edward (książę Kentu)
Edward, książę Kentu, właśc. Edward Jerzy Mikołaj Paweł Patryk, Edward George Nicholas Paul Patrick (ur. 9 października 1935 w Londynie) – książę Zjednoczonego Królestwa, książę Kentu, członek brytyjskiej rodziny królewskiej, wielki mistrz Zjednoczonej Wielkiej Loży Anglii. Obecnie czterdziesty pierwszy w linii sukcesji do brytyjskiego tronu.

## Młodość i edukacja
Urodził się 9 października 1935 w Londynie. Jego ojcem był Jerzy książę Kentu, czwarty syn króla Jerzego V, matką Marina, córka Mikołaja (drugiego syna króla Grecji Jerzego I). Został ochrzczony w prywatnej kaplicy pałacu Buckingham 20 listopada 1935 przez arcybiskupa Canterbury Cosmo Langa. Po śmierci ojca w 1942 w katastrofie lotniczej w Szkocji odziedziczył tytuł księcia Kentu, w związku z czym przypadły mu liczne obowiązki związane z przynależnością do rodziny królewskiej. Edukację rozpoczął w Ludgrove School, następnie kształcił się w Eton College oraz w instytucie Le Rosey w Szwajcarii. W 1952 uczestniczył w uroczystym pogrzebie stryja, króla Jerzego VI, a rok później w koronacji kuzynki Elżbiety II, której składał hołd po księciu Filipie i księciu Henryku.

## Służba w wojsku
W 1955 ukończył Akademię Wojskową w Sandhurst (m.in. z dyplomem tłumacza języka francuskiego). Pełnił służbę w Hongkongu, na Cyprze i w Irlandii Północnej. Awansowany do stopnia kapitana 29 lipca 1961, od 31 grudnia 1967 major, od 30 czerwca 1973 podpułkownik. Zakończył służbę wojskową 15 kwietnia 1976. Następnie awansowany na generała dywizji (major-general) 11 czerwca 1983 i marszałka polnego 11 czerwca 1993.

## Małżeństwo i życie osobiste
8 czerwca 1961 poślubił Katherine Worsley, z którą ma troje dzieci: George’a (ur. 26 czerwca 1962), Helen (ur. 28 kwietnia 1964) i Nicholasa (ur. 25 lipca 1970). Księżna Kentu przeszła w 1994 na katolicyzm. Jednak zgodnie z przepisami dynastycznymi nie pozbawiło to księcia prawa dziedziczenia tronu brytyjskiego (żona zmieniła wyznanie po ślubie). Książę i księżna Kentu mieszkają we Wren House, na terenie kompleksu pałacu Kensington w Londynie.

## Działalność
Zaangażowany w ponad stu czterdziestu organizacjach charytatywnych, pełni liczne funkcje związane z przynależnością do rodziny królewskiej
Reprezentował królową Elżbietę na uroczystościach ogłoszenia niepodległości kilku dawnych kolonii brytyjskich – Sierra Leone, Ugandy, Gujany, Gambii. Pełnił funkcję radcy stanu (Counsellor of State) podczas nieobecności królowej w kraju.
Był wiceprzewodniczącym British Overseas Trade Board, następnie wiceprezesem British Trade International. Do 2011 był przedstawicielem Wielkiej Brytanii ds. handlu i inwestycji międzynarodowych. Był pierwszym członkiem rodziny królewskiej, który złożył oficjalną wizytę w Chinach w 1979.
W latach 1969–2021 pełnił funkcję prezesa All England Lawn Tennis and Croquet Club, w związku z czym wręczał nagrodę zwycięzcy Wimbledonu. Od 1971 do 2000 był prezesem The Football Association. Od 1975 jest prezesem The Scout Association. Prócz tego pełni funkcję prezesa Commonwealth War Graves Commission, RAF Benevolent Fund, Royal National Lifeboat Institution, Stroke Association, Royal United Services Institute, Royal Institution, British Racing Drivers’ Club. Swoim patronatem objął American Air Museum w Duxford, Royal West Norfolk Golf Club, organizację wspierającą młodzież Endeavour, Kent County Cricket Club, Opera North w Leeds, Trinity Laban Conservatoire of Music and Dance, The Duke of York’s Royal Military School w Dover, St Mungo’s Homeless Charity. Jest członkiem ciała doradczego i oficjalnie wręcza medal Mountbattena.
Podobnie jak jego ojciec, jest członkiem masonerii. Został wprowadzony do Królewskiej Loży Alpha nr 16 w 1963. W 1965 i 1966 był wybrany jej czcigodnym mistrzem. Od 1967 jest wielkim mistrzem Wielkiej Zjednoczonej Loży Anglii.

## Związki z Polską
Objął swoim patronatem Ognisko Polskie w Londynie. W 1997 postanowieniem prezydenta Rzeczypospolitej Polskiej Aleksandra Kwaśniewskiego został mu nadany Krzyż Wielki Orderu Zasługi Rzeczypospolitej Polskiej „w uznaniu wybitnych zasług w rozwijaniu polsko-brytyjskiej współpracy, za działalność na rzecz polskiej społeczności w Wielkiej Brytanii”. W 2020 otworzył wystawę poświęconą polskim lotnikom walczącym w bitwie o Anglię, przygotowaną przez ambasadę Rzeczypospolitej Polskiej w Londynie.

## Genealogia

### Potomkowie
| Dzieci                                       | Wnuki                                       | Prawnuki |
| George Windsor, hrabia St Andrews (ur. 1962) | Edward Windsor, lord Downpatrick (ur. 1988) |          |
| George Windsor, hrabia St Andrews (ur. 1962) | lady Marina Windsor (ur. 1992)              |          |
| George Windsor, hrabia St Andrews (ur. 1962) | lady Amelia Windsor (ur. 1995)              |          |
| lady Helen Windsor (ur. 1964)                | Columbus Taylor (ur. 1994)                  |          |
| lady Helen Windsor (ur. 1964)                | Cassius Taylor (ur. 1996)                   |          |
| lady Helen Windsor (ur. 1964)                | Eloise Taylor (ur. 2003)                    |          |
| lady Helen Windsor (ur. 1964)                | Estella Taylor (ur. 2004)                   |          |
| lord Nicholas Windsor (ur. 1970)             | Albert Windsor (ur. 2007)                   |          |
| lord Nicholas Windsor (ur. 1970)             | Leopold Windsor (ur. 2009)                  |          |
| lord Nicholas Windsor (ur. 1970)             | Louis Windsor (ur. 2014)                    |          |

## Odznaczenia
- Order Podwiązki (1985)
- Wielki Mistrz Orderu św. Michała i św. Jerzego (1967)
- Krzyż Wielki Orderu Królewskiego Wiktoriańskiego (1960)
- Medal W Służbie Pokoju za UNFICYP (ONZ)[35]
- Medal Koronacyjny Króla Jerzego VI (1937)[35]
- Medal Koronacyjny Królowej Elżbiety II (1953)[35]
- Medal Srebrnego Jubileuszu Królowej Elżbiety II (1977)[35]
- Medal Złotego Jubileuszu Królowej Elżbiety II (2002)[35]
- Medal Diamentowego Jubileuszu Królowej Elżbiety II (2012)[35]
- Odznaka Kanadyjskich Sił Zbrojnych (dwa okucia)[35]
- Medal Niepodległości Sierra Leone[35]
- Medal Niepodległości Gujany[35]
- Krzyż Wielki Orderu śś. Jerzego i Konstantyna (Grecja)
- Wielka Wstęga Orderu Tri Shakti Patta (Nepal, 1960)
- Wielka Wstęga Orderu Gwiazdy Afrykańskiej (Liberia, 1962)
- Wielka Wstęga Orderu Odrodzenia (Jordania, 1966)
- Krzyż Wielki Orderu św. Olafa (Norwegia, 1988)
- Krzyż Wielki Orderu Zasługi (Polska, 1997)[33]
- Order Karola XIII (Szwecja, 2000)[36]
- Order Zasługi Wolnego Kraju Saksonii (Niemcy, 2015)[37]